# Koldus és királyfi (film, 1990)
A Koldus és királyfi (eredeti cím: The Prince and the Pauper) 1990-ben bemutatott amerikai rövid rajzfilm, amely Mark Twain: azonos című regénye alapján készült, Miki egér főszereplésével. Rendezője George Scribner, producere Dan Rounds. A forgatókönyvet Gerrit Graham, Sam Graham és Chris Hubbell írta, a zenéjét Nicholas Pike szerezte. Az rövidfilm a Walt Disney Pictures és a Walt Disney Feature Animation Feature Animation gyártásában készült, a Buena Vista Pictures Distribution forgalmazásában jelent meg.
Amerikában 1990. november 16-án, Magyarországon 1991. december 6-án mutatták be a Mentőcsapat a kenguruk földjén című Walt Disney 29. rajzfilmmel együtt.

## Szereplők
| Szereplő        | Színész          | Magyar hang               | Magyar hang               |
| Szereplő        | Színész          | 1. magyar szinkron (1991) | 2. magyar szinkron (2009) |
| --------------- | ---------------- | ------------------------- | ------------------------- |
| Mickey egér     | Wayne Allwine    | Bardóczy Attila           | Rajkai Zoltán             |
| Királyfi        | Wayne Allwine    | Bardóczy Attila           | Rajkai Zoltán             |
| Pete kapitány   | Arthur Burghardt | Konrád Antal              | Vass Gábor                |
| Donald kacsa    | Tony Anselmo     | Bolba Tamás               | Bolba Tamás               |
| Goofy           | Bill Farmer      | Melis Gábor               | Szombathy Gyula           |
| Pluto           | Bill Farmer      | saját hangján             | saját hangján             |
| Horace          | Bill Farmer      | Teizi Gyula               | Schnell Ádám              |
| Menyét #1       | Bill Farmer      | Végh Péter                | Fekete Zoltán             |
| Clarabelle      | Elvia Allman     | Némedi Mari               | Árkosi Kati               |
| Menyét #2       | Charles Adler    | Forgács Gábor             | Fekete Zoltán             |
| Menyét #3       | Charles Adler    | Végh Péter                | Fekete Zoltán             |
| Disznó sofőr    | Charles Adler    | Balázsi Gyula             | Albert Péter              |
| Paraszt         | Charles Adler    | ?                         | Fehér Péter               |
| Férfi az utcán  | Charles Adler    | Bolba Tamás               | Papucsek Vilmos           |
| Haldokló király | Frank Welker     | Kenderesi Tibor           | Végvári Tamás             |
| Érsek           | Frank Welker     | Velenczey István          | Szersén Gyula             |
| Gyerek #1       | Trevor Eyster    | Benedikty Marcell         | ?                         |
| Gyerek #2       | Rocky Krakoff    | Csondor Kata              | ?                         |
| Narrátor        | Roy Dotrice      | Mécs Károly               | Csankó Zoltán             |

## DVD megjelenés
Magyarországon az első szinkron változattal a Disney história 1. kötetében az Álmosvölgy legendája című rajzfilmmel együtt adták ki DVD-n. A második szinkron változattal megjelent a Walt Disney rajzfilm gyűjtemény 3 - Koldus és királyfi címmel is.